# Vase (récipient)
Pour les articles homonymes, voir Vase.
Un vase est un récipient ouvert qui est souvent utilisé pour contenir un bouquet de fleurs ou décorer une salle. Il peut être constitué de divers matériaux comme la porcelaine, la céramique ou le verre. Les vases sont décorés dans le but de mettre en valeur leur contenu ou eux-mêmes.
Pour la Grèce antique, le terme vase désigne une plus grande variété de récipients dont les formes sont classées selon une typologie bien établie. Le plus souvent, ces vases, généralement en terre cuite, sont décorés avec les techniques de la « peinture à figures noires » ou de la « peinture à figures rouges ». Nombre de ces décors présentent des scènes figurées.

Vases chinois
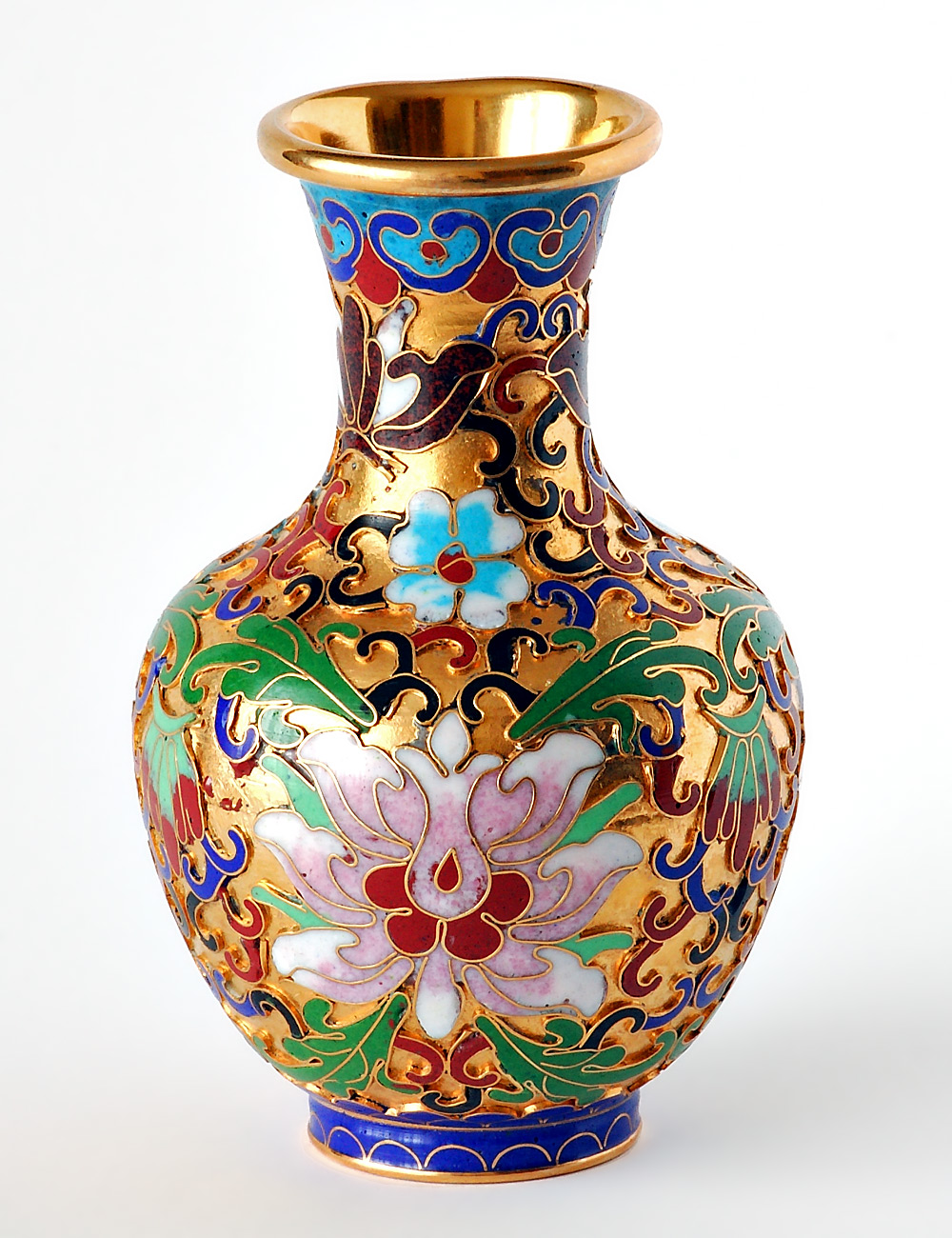
Un vase chinois.
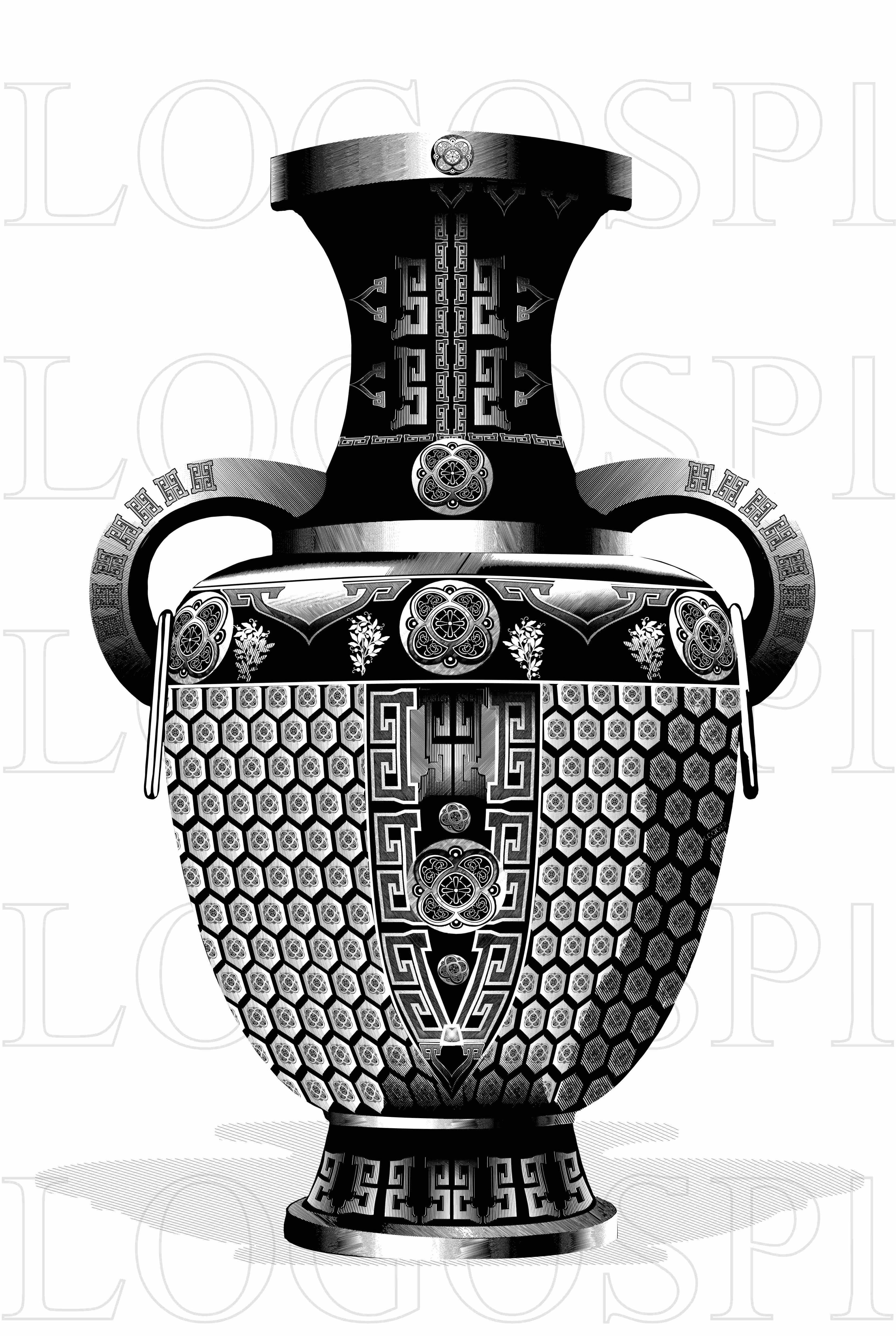
Vase chinois.
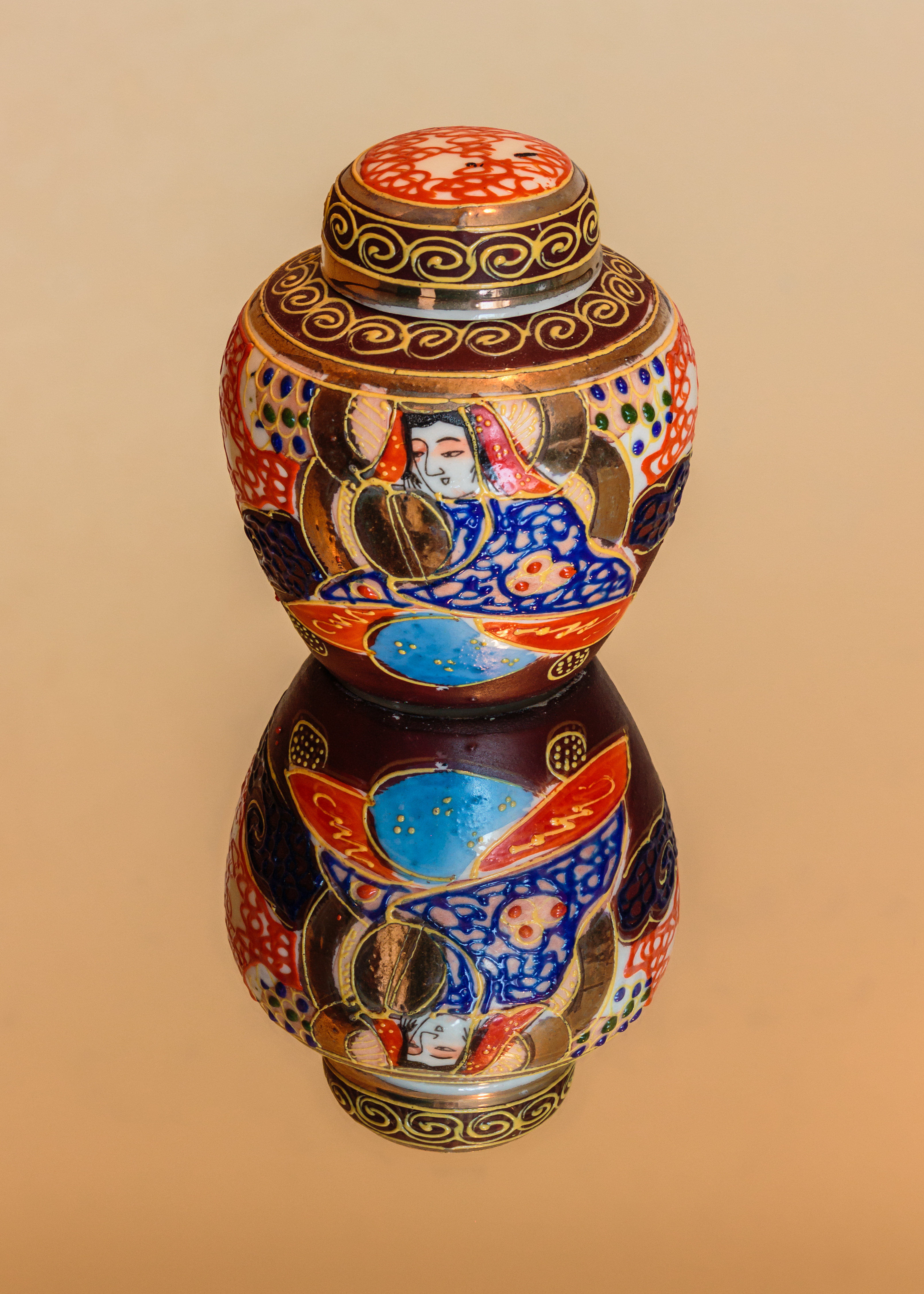
Vase décoratif chinois.

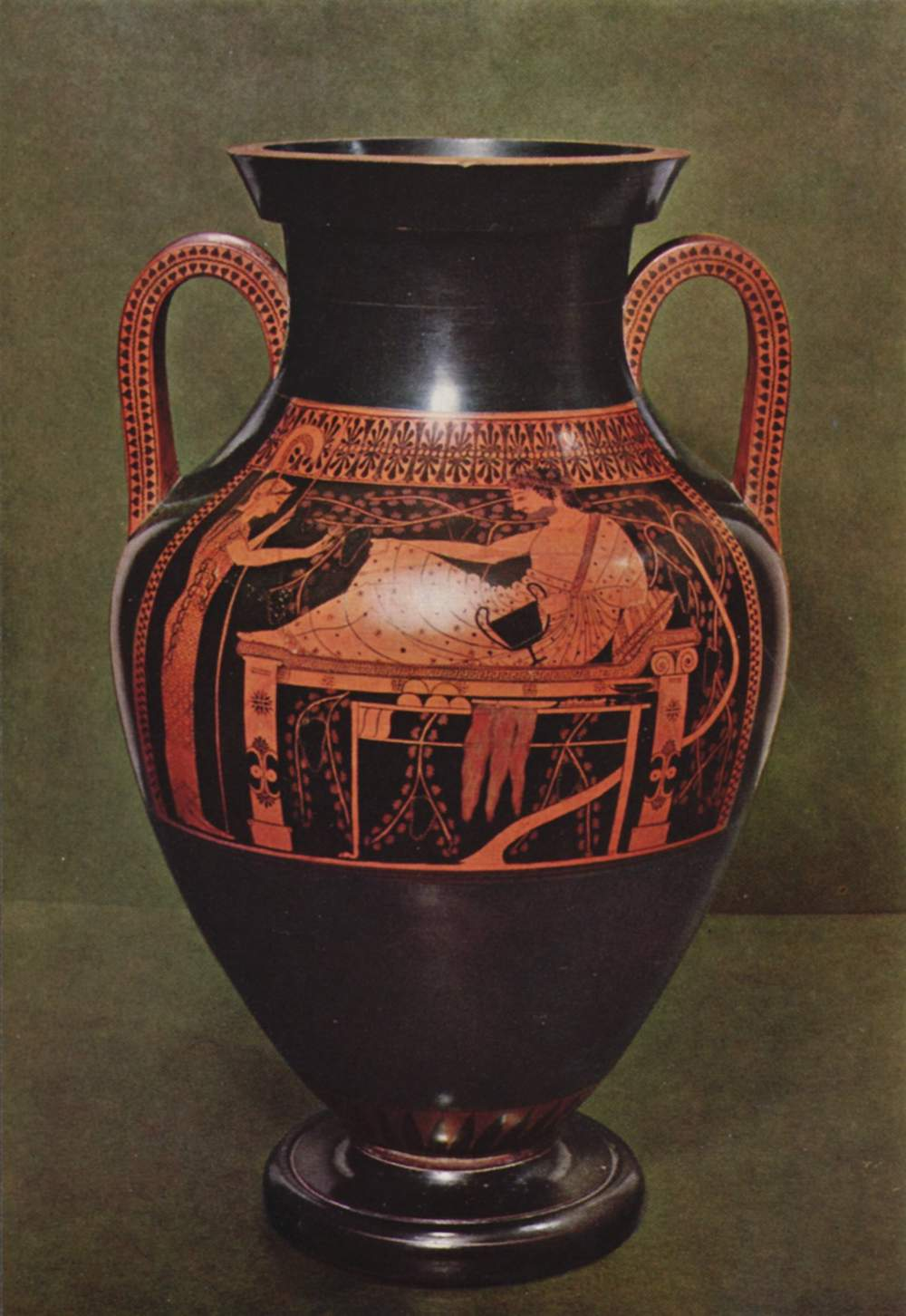
Une amphore attique à figures rouges.
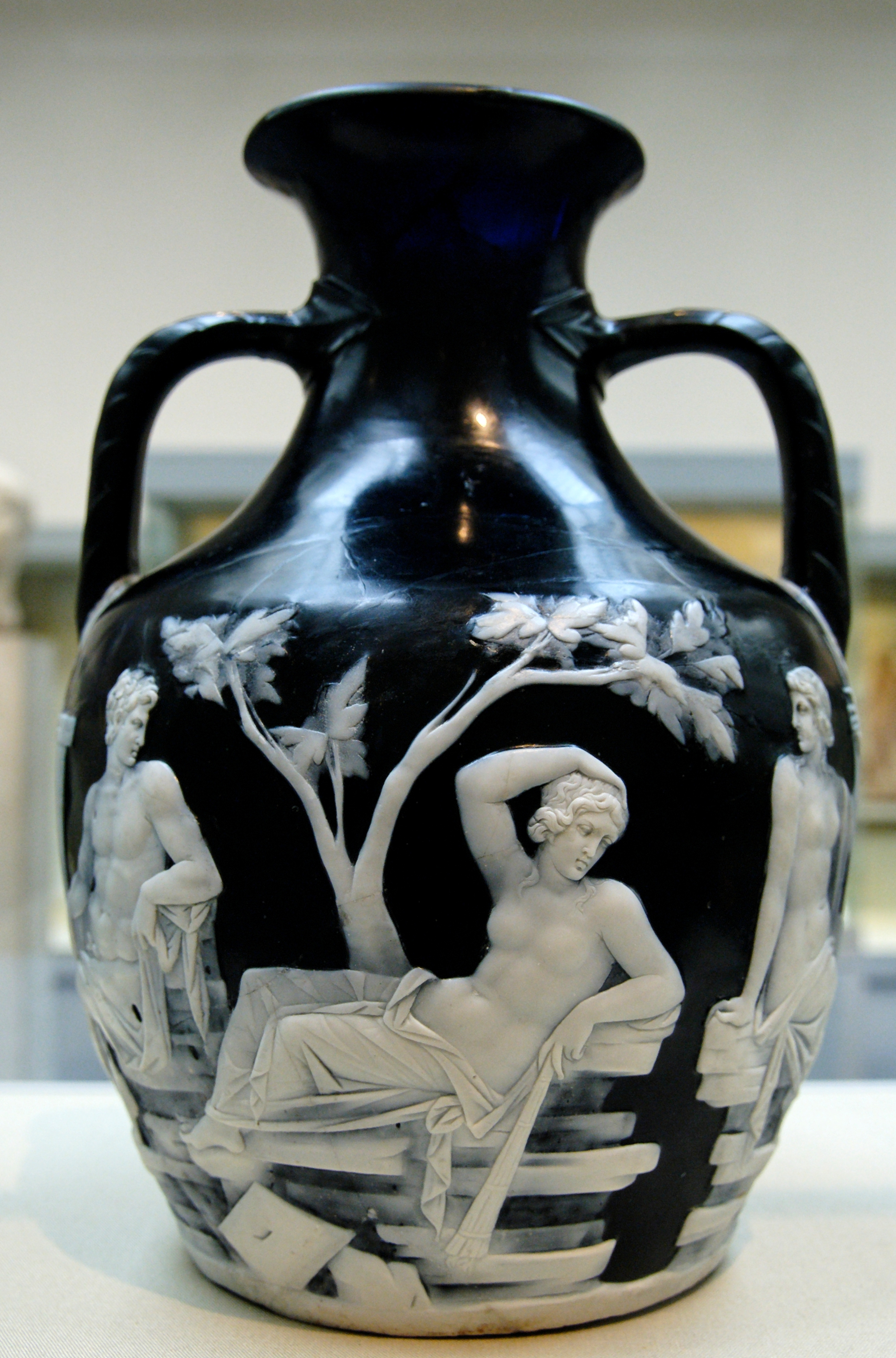
Le Vase Portland, chef-d'œuvre de l'art du verre romain.
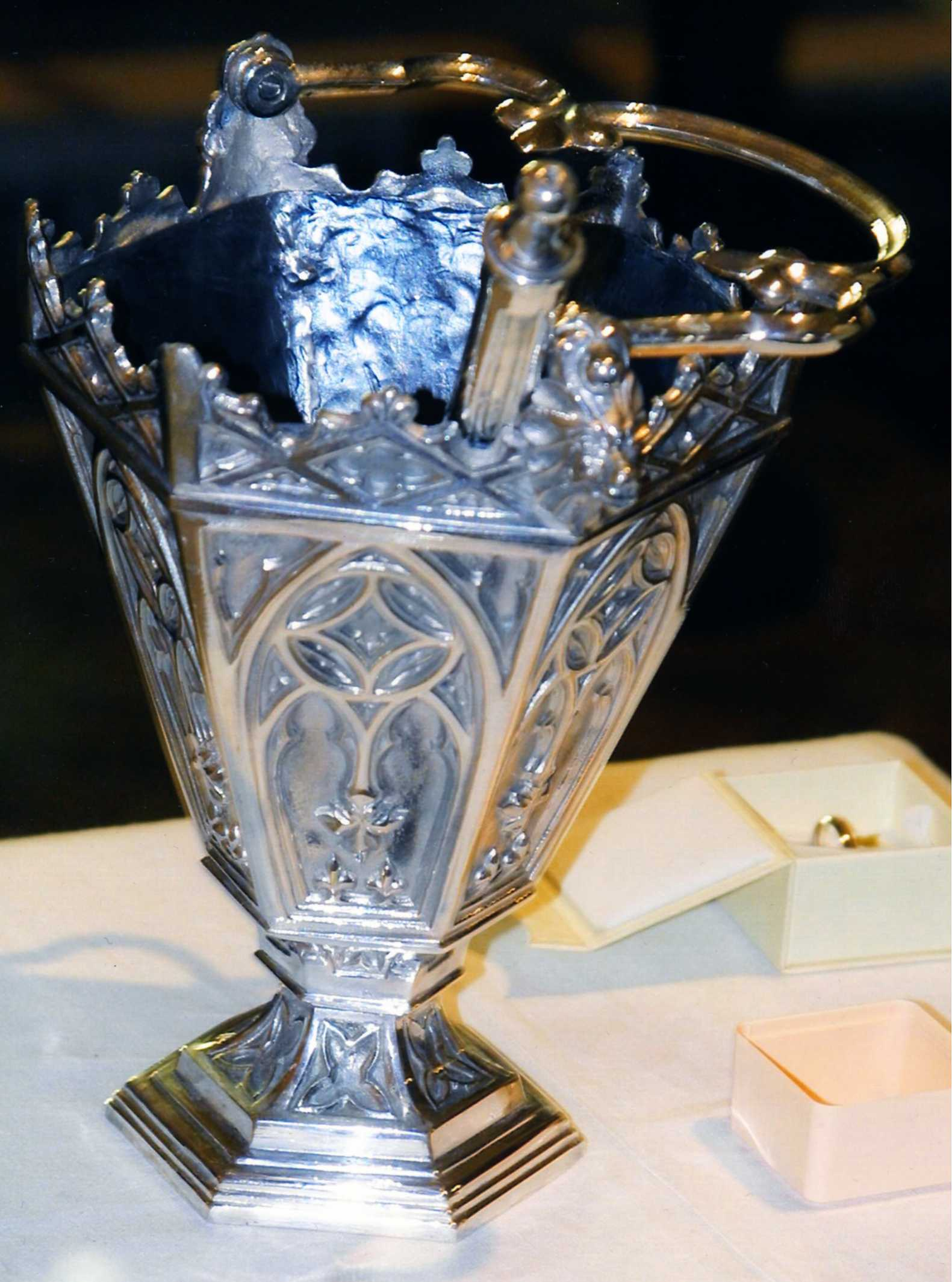
Vase à eau bénite.
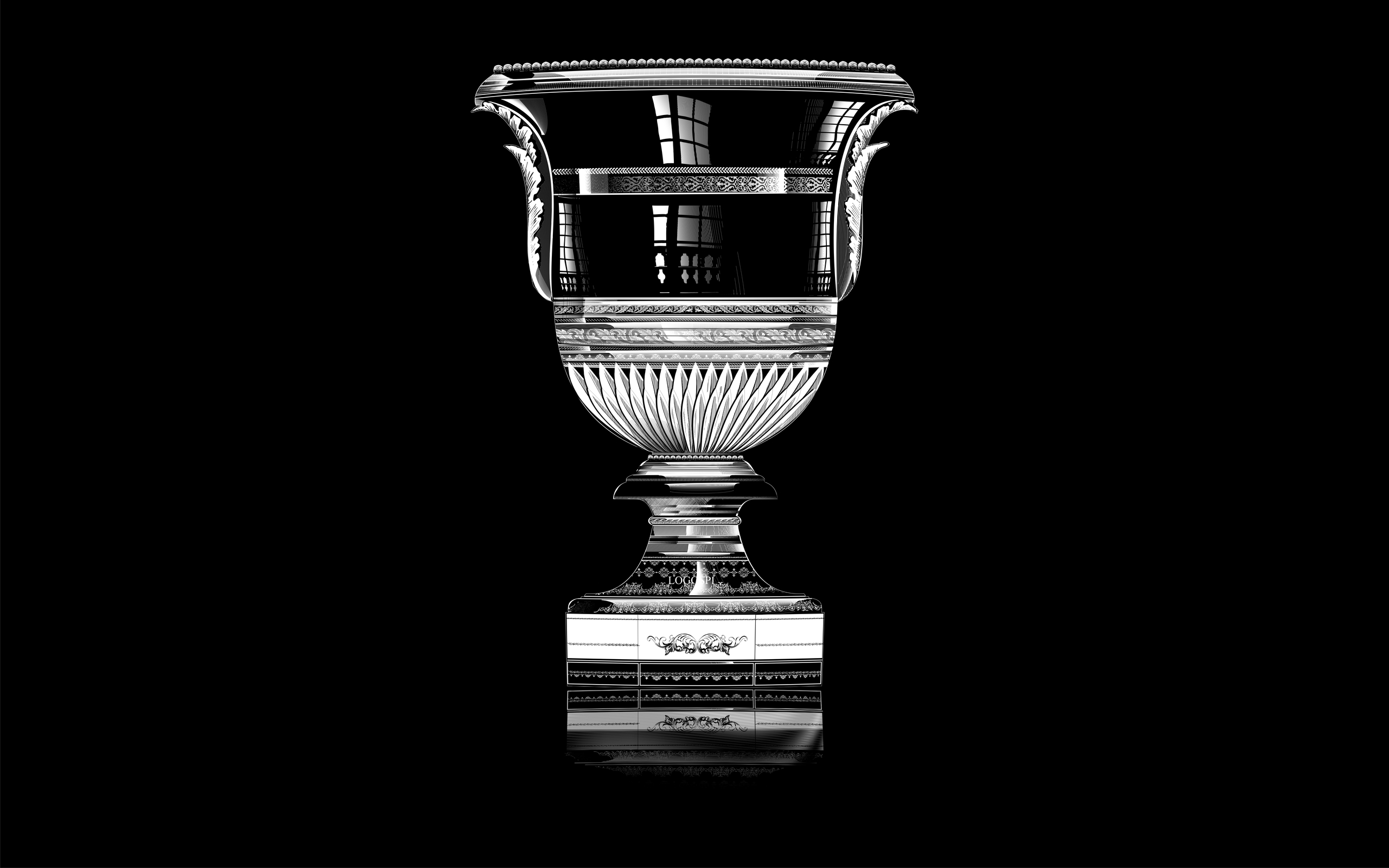
Vase Médicis.
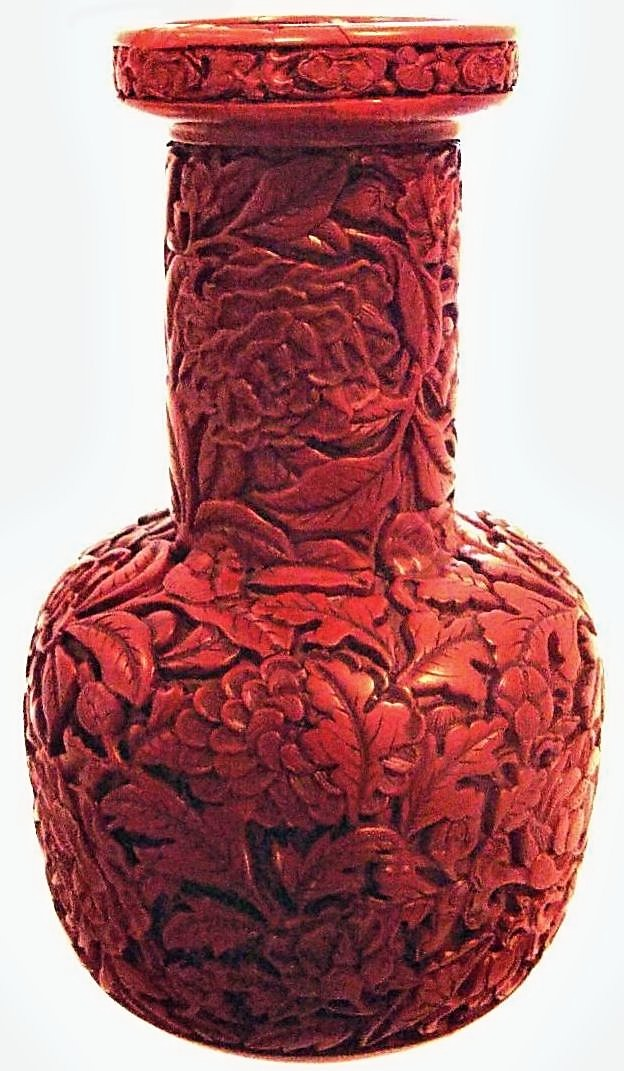
Vase en laque sculptée de la dynastie Ming.
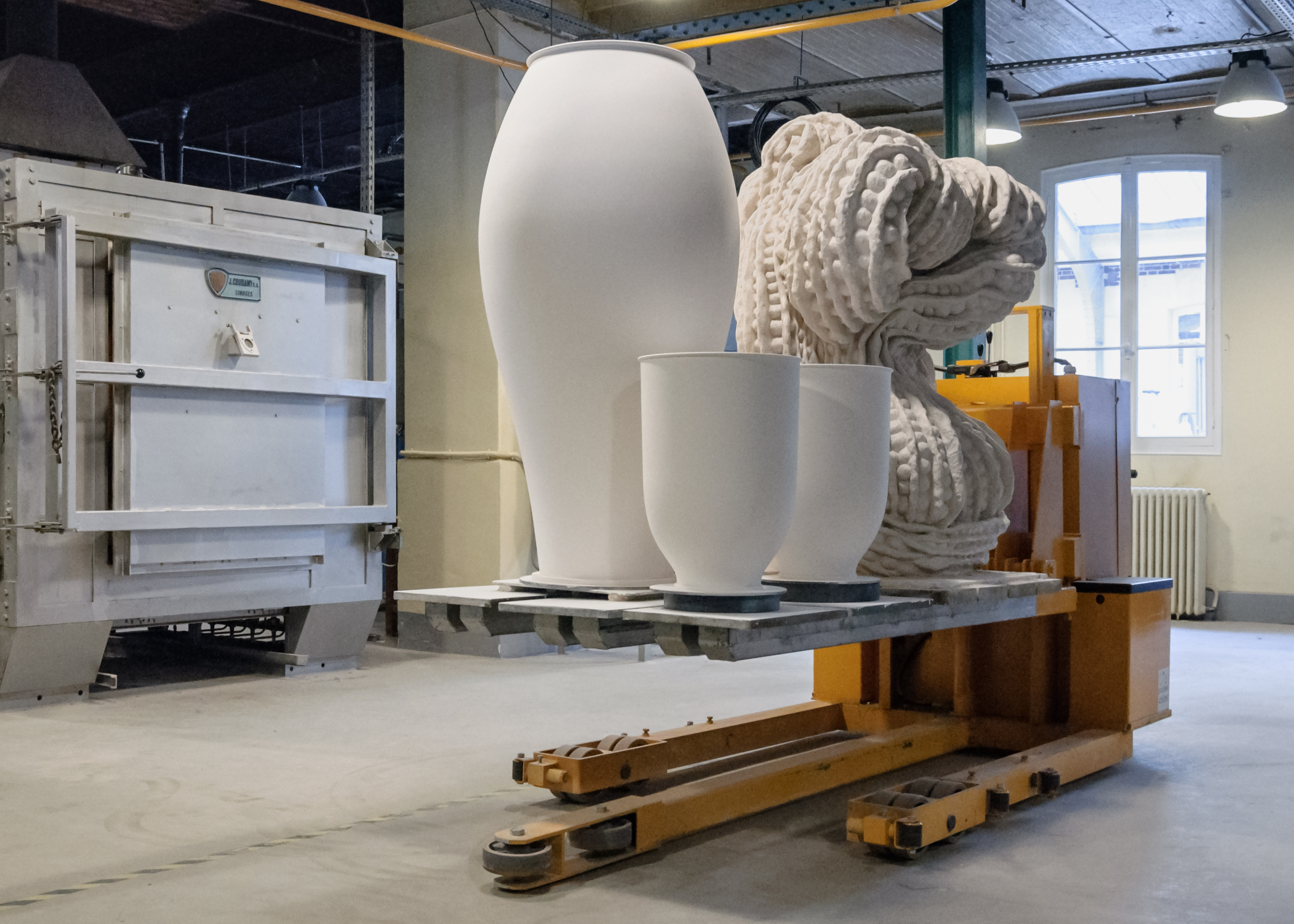
Vases de porcelaine de Sèvres après première cuisson de dégourdi.
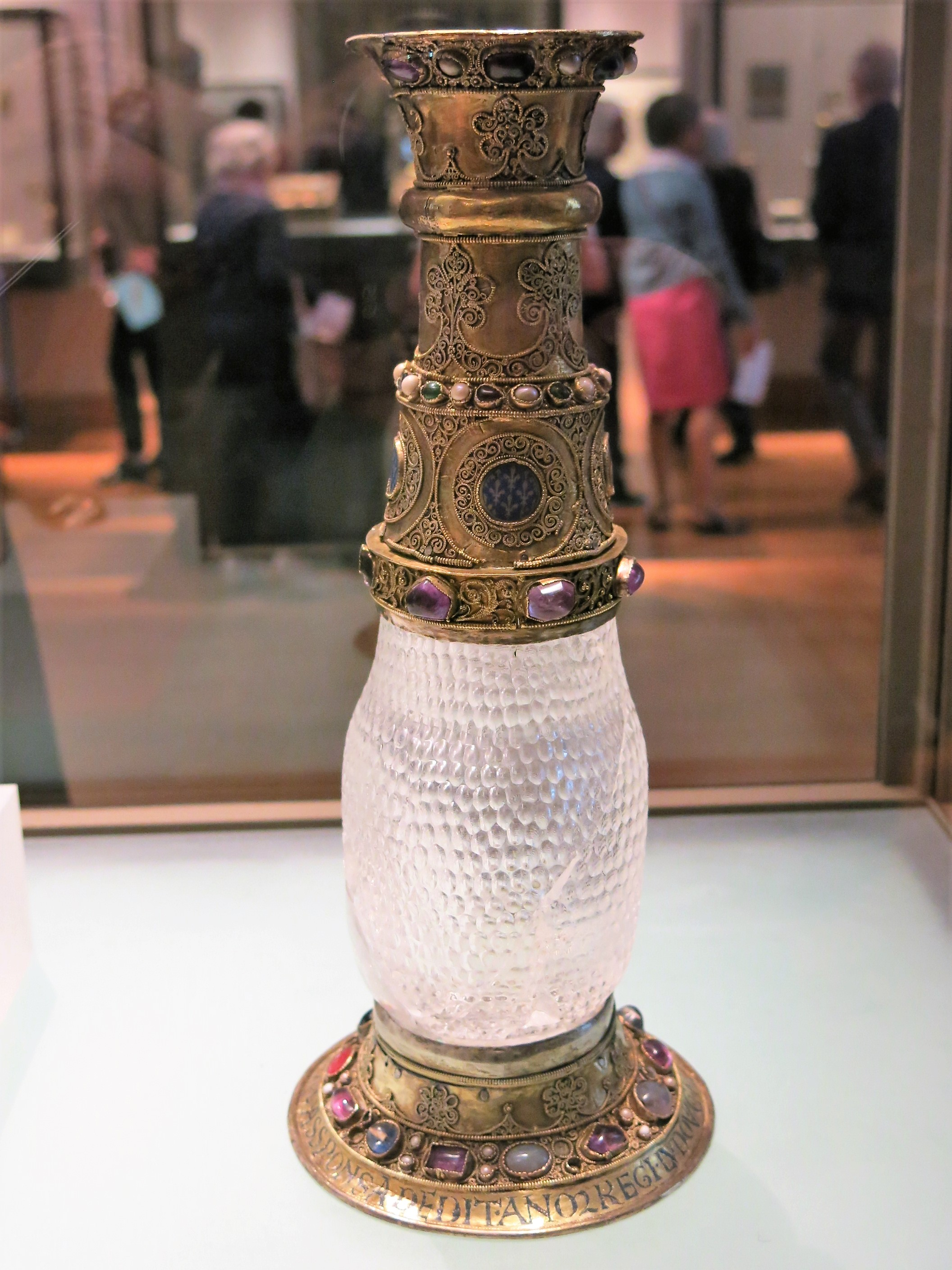
Vase d'Aliénor d'Aquitaine.
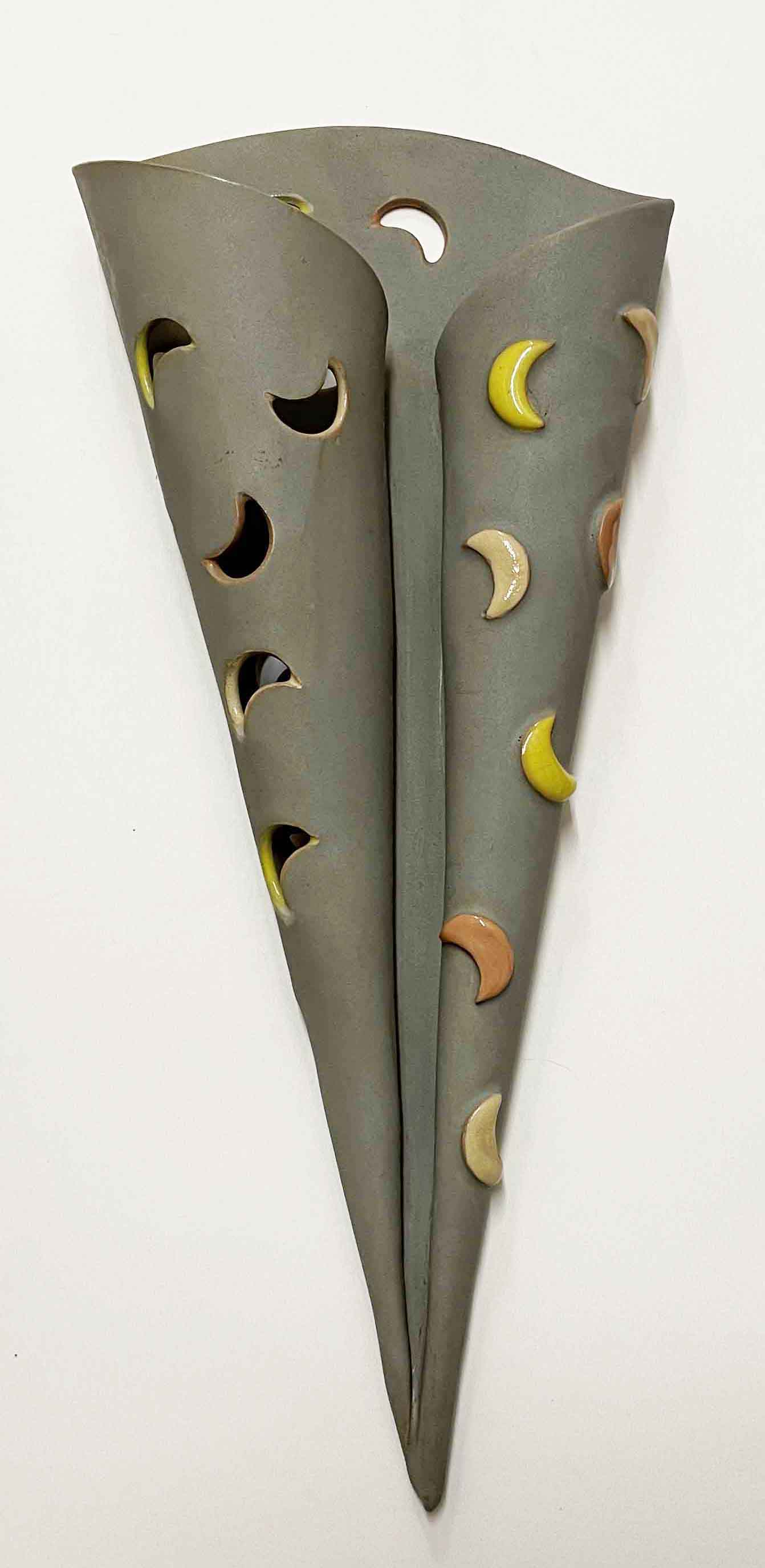
Vase mural en céramique émaillée de Renate Fuhry, 1983.

## La tradition des vases identiques offerts au mariage

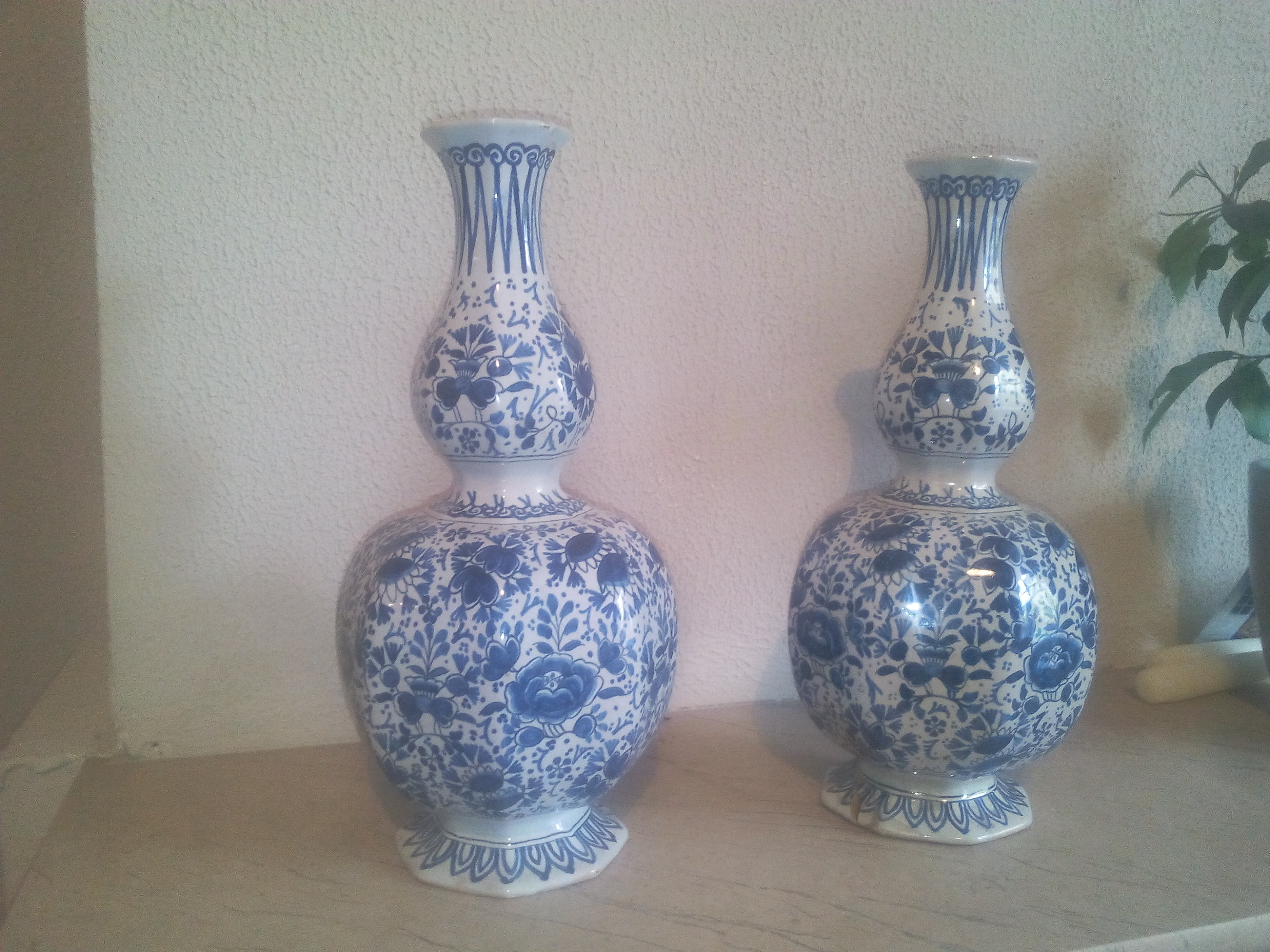
Vases des mariés.

Deux vases identiques étaient traditionnellement offerts aux mariés par les parents dans les foyers français. Cette passation se faisait de génération en génération au premier enfant marié de la famille. Ces vases identiques représentaient la complementarité des deux mariées. Ils étaient traditionnellement posés sur la cheminée et uniquement à but décoratif.[réf. nécessaire]